# ويلسون مكندلز
ويلسون مكندلز (بالإنجليزية: Wilson McCandless)‏ هو قاضي ومحامي وسياسي أمريكي، ولد في 19 يونيو 1810 في بيتسبرغ في الولايات المتحدة، وتوفي بنفس المكان في 30 يونيو 1882.